# جولي نيمير
جولي نيمير (مواليد 12 أغسطس 1999) هي لاعبة تنس محترفة ألمانية، أعلى تصنيف لها في الفردي كان ال94 في مايو 2022.

## روابط خارجية
- جولي نيمير على موقع رابطة محترفات التنس (الإنجليزية)
- جولي نيمير على موقع الاتحاد الدولي لكرة المضرب (الإنجليزية)
- جولي نيمير على موقع كأس بيلي جين كينغ (الإنجليزية)
- جولي نيمير على موقع خلاصة التنس.كوم (الإنجليزية)